# 1月25日
1月25日是阳历（平年）年的第25天，离一年的结束还有340天（闰年的話还有341天）。

## 大事记

### 16世紀以前
- 817年：教宗巴斯加一世任第99任罗马教宗。
- 1327年：在英格兰国会废黜爱德华二世后，其子爱德华三世被拥立成为英格兰国王。

### 16世紀
- 1504年：米开朗基罗完成大卫像雕刻。
- 1515年：查理五世的曾曾孫弗朗索瓦一世在兰斯主教座堂加冕為法國國王。
- 1533年：英格兰国王亨利八世与情妇安·宝琳举行秘密婚礼，成为英格兰宗教改革的导火线。
- 1554年：葡萄牙耶穌會神父何塞·安切塔在巴西東南沿海一個小村莊建立教堂開始傳教，後來發展為今日的聖保羅。
- 1573年：日本战国时代的一方统帅武田信玄于三河国滨松市的三方原之战中击败德川家康。

### 17世紀
- 1662年：鄭成功的军隊攻占荷兰在台湾的热兰遮城。

### 18世紀
- 1725年：私掠船船長阿馬羅·帕爾戈成為伊達爾戈（英语：Hidalgo (nobility)），即西班牙貴族的成員。
- 1755年：俄羅斯帝國女皇伊莉莎白下令建立莫斯科國立大學，為俄羅斯規模最大的大學。
- 1787年：2000名美国起义军攻占军火库，被1200名政府军镇压。
- 1791年：英国国会决议把魁北克分成为上加拿大和下加拿大两部分。

### 19世紀
- 1831年：波兰国王尼古拉一世被国会废黜，参见波兰君主列表。
- 1871年：法属印度获准选举成立自己的普通议会及地方议会。
- 1881年：爱迪生和贝尔成立东方电话公司（英语：Oriental Telephone Company）。
- 1890年：娜丽·布莱完成绕全球一周旅行，历时72天6小时11分14秒。
- 1892年：古迪逊公园球場开始建立，成为埃弗顿的主场。
- 1896年：《火车进站》上映。

### 20世紀
- 1910年：真纳成为60人的印度立法会的“孟买穆斯林成员”。
- 1911年：中国第一部专门刑法典颁布。
- 1912年：袁世凱及各北洋军阀將領通電支持共和。
- 1919年：国际联盟成立。
- 1922年：颜惠庆任中华民国代总理。
- 1924年：第一屆冬季奧林匹克運動會開幕典禮於法國上薩瓦省夏慕尼的白朗峰山腳舉辦。
- 1924年：28个国家成立世界动物卫生组织。
- 1938年：《文汇报》在上海创刊。
- 1939年：雷菲克·賽達姆任土耳其总理。
- 1941年：在中国抗日战争期间，日军在河北省潘家峪村屠杀了1237名村民，史称潘家峪惨案。
- 1942年：二战：泰國向美國及英國宣戰。
- 1947年：菲律宾航空C-47A-25-DK航班坠毁，残骸在柏架山被发现。
- 1949年：電視藝術及科學學院（英语：Academy of Television Arts & Sciences）頒發第一屆艾美獎，以表揚美國電視工業中的傑出人士和節目。
- 1949年：在第一次以色列选举中，大卫·本-古理安当选总理。
- 1953年：英國利物浦發生郵輪大火。豪華郵輪“加拿大皇后號”當日發生火警結果沉沒，幸好沒人受傷，船公司後來將郵輪撈起，全船已經盡毀。[1]
- 1955年：苏联与德国正式结束战争状态。
- 1960年：苏联正式结束劳改营系统。
- 1971年：乌干达陆军总司令伊迪·阿敏发动军事政变，推翻总统米尔顿·奥博特的统治。
- 1981年：林彪、江青反革命集团案（四人幫）審結。
- 1984年：中英举行关于香港主权移交第八轮谈判雙方更換代表團團長，中方代表團團長由周南接替姚廣擔任，新任英國駐華大使伊文思代替退休的柯利達出任英方代表團團長。
- 1988年：拉姆塞瓦克·尚卡尔（英语：Ramsewak Shankar）任苏里南总统。
- 1990年：哥倫比亞航空052號班機空難
- 1993年：保罗·施吕特任丹麦首相。
- 1996年：台湾绿党成立。
- 1999年：台北市公娼自救会解散。
- 1999年：哥伦比亚发生里氏6.0级地震（英语：1999 Armenia, Colombia earthquake），造成至少1000人死亡。

### 21世紀
- 2001年：韩国腐败防止委员会成立。
- 2003年：三通：第一架飛抵中國大陸機場的台灣客機起飛。
- 2004年：美国国家航空航天局发射的火星车机遇号在火星的子午線高原成功着陆。
- 2004年：喬治亞總統米哈伊·薩卡希維利以源自於500年前的旗幟設計取代三色旗為新的喬治亞國旗。
- 2005年：比尔与梅林达·盖茨基金会给予全球疫苗与免疫联盟（英语：GAVI Alliance）7.5亿美元的捐赠。
- 2011年：埃及各大城市組織要求總統胡斯尼·穆巴拉克下臺的抗議活動，埃及革命爆發。
- 2015年：菲律賓發生馬馬薩帕諾衝突，造成特種警察人員44名殉職，14名受傷。
- 2016年：香港受寒潮影響，香港教育局歷史上第一次宣布幼稚園和小學停課，中學繼續上學。
- 2019年：巴西一家礦業公司在米纳斯吉拉斯州的的大壩倒塌，造成至少150人死亡，182人失踪。[2]

## 出生
- 1477年：布列塔尼的安妮，布列塔尼女公爵和法兰西王后（1514年逝世）
- 1627年：罗伯特·波义耳，爱尔兰自然哲学家、化学家（1691年逝世）
- 1640年：威廉·卡文迪许，英国政治家（1707年逝世）
- 1736年：约瑟夫·拉格朗日，意大利数学家、天文学家（1813年逝世）
- 1739年：夏爾·弗朗索瓦·迪穆里埃，法國將領（1823年逝世）
- 1759年：，苏格兰诗人，作詞者（1796年逝世）
- 1813年：J·馬里恩·西姆斯，美國外科醫師（1883年逝世）
- 1841年：约翰·阿巴斯诺特·费舍尔，英国军事家（1920年逝世）
- 1843年：赫尔曼·阿曼杜斯·施瓦茨，德国数学家（1921年逝世）
- 1860年：加藤高明，日本政治人物，第24任日本首相（1926年逝世）
- 1860年：查爾斯·柯蒂斯，美國政治人物，第31任美國副總統（1936年逝世）
- 1874年：威廉·索默赛特·毛姆，英国作家（1965年逝世）
- 1878年：恩斯特·亞歷山德森，瑞典裔美國電氣工程師（1975年逝世）
- 1880年：譚延闓，中国国民政府主席（1930年逝世）
- 1882年：維吉尼亞·吳爾芙，英国作家、女权主义者（1941年逝世）
- 1885年：北原白秋，日本童謠作家、詩人（1942年逝世）
- 1886年：威廉·富特文格勒，德国指挥家（1954年逝世）
- 1890年：韩复榘，中华民国军事将领（1938年逝世）
- 1905年：默爾·祖弗，美國職業橄欖球運動員（1969年逝世）
- 1908年：謝東閔，臺灣政治人物，第6任中華民國副總統（2001年逝世）
- 1913年：黄华，曾任中国外交部长兼国务院副总理（2010年逝世）
- 1917年：伊利亚·普里高津，比利时化学家、物理学家，1977年诺贝尔化学奖得主（2003年逝世）
- 1918年：蘇春濤，臺灣教育工作者，童謠《妹妹背著洋娃娃》的作曲者（2003年逝世）
- 1919年：張瑛，香港男演員（1984年逝世）
- 1925年：鍾愛理遜，前香港市政局議員（2021年逝世）
- 1928年：，苏联、喬治亞政治人物，第2任喬治亞總統（2014年逝世）
- 1929年：陳慶雲，中國有機化學家（2023年逝世）
- 1933年：柯拉蓉·艾奎諾，菲律賓政治人物，第11任菲律賓總統（2009年逝世）
- 1936年：唐·費瑟史東，美國藝術家（2015年逝世）
- 1936年：杜平，香港男演員、節目主持人（2024年逝世）
- 1937年：安热-费利克斯·帕塔塞，中非政治人物，第5任中非共和國總統（2011年逝世）
- 1938年：石之森章太郎，日本漫畫家（1998年逝世）
- 1938年：松本零士，日本漫畫家、動畫家（2023年逝世）
- 1942年：戎殿新，中国经济学家（2004年逝世）
- 1942年：尤西比奧，葡萄牙足球员（2014年逝世）
- 1942年：司忍，日本黑道，六代目山口組組長
- 1944年：朱耀明，香港牧师
- 1945年：周梁淑怡，香港政治家
- 1945年：陳欣健，香港演員
- 1948年：吴霭仪，香港執業大律師、前香港立法會议员
- 1951年：胡紅玉，香港政界人物
- 1952年：劉鶴，中國政治人物，現任中華人民共和國國務院副總理
- 1955年：岩谷徹，日本電子遊戲設計師，《吃豆人》的原創設計者
- 1956年：尤里·涅斯捷羅夫，俄裔比利時數學家
- 1957年：安迪·哈里斯，美國政治人物、醫生，現任馬里蘭州聯邦眾議員
- 1965年：片山愁，日本漫畫家
- 1967年：佐佐木望，日本男性聲優
- 1968年：古屋兔丸，日本漫畫家
- 1970年：史蒂芬·切波斯基，美國小說家、編劇、電影導演
- 1971年：盧卡·巴多爾，義大利一級方程式賽車手
- 1974年：蘆原妃名子，日本漫畫家（2024年逝世）
- 1978年：林暐恆，台灣藝人
- 1978年：夏琳·維德士托，摩納哥親王妃
- 1978年：弗拉迪米爾·澤倫斯基，烏克蘭政治人物，現任烏克蘭總統
- 1980年：張紫妍，韓國女演員（2009年逝世）
- 1980年：哈维尔·埃尔南德斯·克雷乌斯，西班牙足球运动员
- 1981年：羅振邦，香港足球運動員
- 1981年：艾莉西亞·凱斯，美國女歌手、詞曲作家
- 1982年：李日朗，香港歌手
- 1982年：櫻井翔，日本歌手，组合嵐成員
- 1982年：Noemi，意大利女歌手
- 1983年：區文詩，香港音乐人
- 1984年：高虹安，臺灣政治人物，現任新竹市市長
- 1984年：，巴西足球运动员
- 1985年：飛內將大，日本音樂家、作曲家、編曲家、音樂製作人
- 1985年：金秀賢，韓國女演員
- 1986年：馮啟匡，香港足球運動員
- 1988年：小澤亮太，日本男演員
- 1989年：多部未華子，日本女演員
- 1990年：李俊昊，韓國男子偶像團體2PM成員
- 1991年：關口Mandy，日本舞者、演員、嘻哈歌手，跳唱組合GENERATIONS from EXILE TRIBE及EXILE成員
- 1991年：亞莉安娜·黛博塞，美國女演員、歌手、舞蹈家
- 1994年：森內寬樹，日本男歌手，搖滾樂團MY FIRST STORY主唱
- 1995年：马克·卡尔尤，荷蘭男子羽球運動員
- 1996年：伍傑森，香港足球運動員
- 1996年：鄭惠蓮，韓國女演員
- 1996年：玄勝熙，韓國女子偶像團體Oh My Girl成員
- 1997年：菲利普·金，韓裔加拿大男子霹靂舞運動員
- 1999年：Lucas，韓國男子偶像團體NCT前成員
- 2001年：木村真那月，日本女童星
- 2003年：柳岡旻，韓國男子偶像團體VERIVERY成員
- 生年不詳：宮本淳，日本男性聲優

## 逝世
- 168年：漢桓帝劉志，東漢皇帝（132年出生）
- 477年：蓋薩里克，汪達爾王國君主（約389年出生）
- 1067年：宋英宗赵曙，北宋皇帝（1032年出生）
- 1559年：克里斯蒂安二世，丹麥、挪威和瑞典國王（1481年出生）
- 1573年：平手汎秀，日本戰國時代至安土桃山時代武將（1553年出生）
- 1578年：米赫麗瑪蘇丹，鄂圖曼帝國政治人物（1522年出生）
- 1805年：刘墉，清朝乾隆、嘉庆年间政治家、书法家（1719年出生）
- 1852年：法傑伊·法捷耶維奇·別林斯高晉，俄羅斯海軍中將、探險家（1778年出生）
- 1922年：張令紀，日本土木工程師，桃園大圳設計者（1869年出生）
- 1947年：艾尔·卡彭，美國黑幫份子、商人，芝加哥犯罪集團創始人（1899年出生）
- 1952年：雷切爾·沙宣·以斯拉，印度慈善家（1877年出生）
- 1957年：志賀潔，日本醫學家、細菌學家（1871年出生）
- 1970年：圓谷英二，日本電影特效導演、攝影師、發明家（1901年出生）
- 1970年：伍錦霞，華裔美國電影導演、製片人（1914年出生）
- 1971年：赫尔曼·霍特，纳粹德国陆军大将（1885年出生）
- 1972年：艾爾哈德·米爾希，德國空軍元帥（1892年出生）
- 1974年：王稼祥，无产阶级革命家（1906年出生）
- 1981年：阿黛爾·雅士提，美國舞蹈家、舞台演員、歌手（1896年出生）
- 1984年：黃國璋，中國共產黨福建省早期領導人物（1919年出生）
- 1989年：張幼儀，中國銀行家、企業家（1900年出生）
- 1993年：王玉玲，台灣華視女演員（1964年出生）
- 1994年：斯蒂芬·科尔·克莱尼，美國數學家、逻辑學家（1909年出生）
- 1995年：阿爾伯特·W·塔克，加拿大小說家（1905年出生）
- 1996年：強納生·拉森，美國作曲家、劇作家（1960年出生）
- 2011年：朱銘，中國藝術史學家、美術教育家、政治人物（1937年出生）
- 2013年：戎祥，台灣藝人（1969年出生）
- 2017年：瑪麗·泰勒·摩爾，美國女演員（1936年出生）
- 2024年：丸川智弘，日本漫畫家（1970年出生）
- 2025年：黃茂榮，臺灣法律學者，曾任中華民國司法院大法官（1944年出生）
- 2025年：德拉任·達利帕吉奇，塞爾維亞男子籃球運動員（1951年出生）

## 节假日和习俗
- 天主教：圣保罗信教
- 正教會：聖額我略·納齊安紀念日
- 俄羅斯、 乌克兰：塔基亞娜日
- 埃及：全國警察日
- 印度：全國選民日（英语：National Voters' Day）
- 苏格兰：彭斯之夜